# Maharaj Krishan Kaushik
Maharaj Krishan Kaushik (New Delhi, 2 mei 1955 – aldaar, 8 mei 2021) was een hockeyer uit India.
Kaushik won met de Indiase ploeg de gouden medaille tijdens de door afzeggingen geteisterde Olympische Spelen 1980 in Moskou.
Kaushik was ook bondscoach van de Indiase vrouwenhockeyploeg.
In 2007 was hij betrokken hij het maken van de Bollywood-film Chak De! India. 

## Erelijst
- 1980 –  Olympische Spelen in Moskou

- Library of Congress Control Number: no00095402
- Virtual International Authority File: 46313759
- WorldCat: E39PBJrWy8K8cKHFwpGKPcrH4q